# M.I.L.F. $
M.I.L.F. $ è un singolo dalla cantante statunitense Fergie, il primo estratto dal secondo album in studio Double Dutchess e pubblicato il 1º luglio 2016.

## Accoglienza
Alexa Camp di Slant Magazine ha paragonato la canzone positivamente al singolo precedente di Fergie, L.A. Love (La La).

## Video musicale
Il videoclip del brano è stato diretto da Colin Tilley e girato in Los Angeles. Situato in una città colorata di caramelle chiamata «Milfville», che vede Fergie insieme ad un gruppo di madri famose come le casalinghe del 1950 vestite in lingerie, che vanno da Kim Kardashian a Chrissy Teigen, Alessandra Ambrosio, Ciara, Gemma Ward, Tara Lynn, Devon Aoki, Angela Lindvall, Isabeli Fontana, Amber Valletta, e Natasha Poly. I modelli maschili Jon Kortajarena e Jordan Barrett appaiono come un lattaio e un barista, rispettivamente. La figlia di Alessandra Ambrosio, Anja e la figlia di Teigen, Luna appaiono nel video. Il video è stato reso disponibile online su Vevo il 1 luglio 2016 guadagnando un numero di 3 milioni di visualizzazioni nel primo giorno.

## Classifiche
| Classifica (2016) | Posizione massima |
| ----------------- | ----------------- |
| Australia         | 26                |
| Canada            | 28                |
| Francia           | 89                |
| Germania          | 89                |
| Irlanda           | 78                |
| Italia            | 82                |
| Regno Unito       | 56                |
| Stati Uniti       | 34                |